# Pier Lorenzo De Vita
Pier Lorenzo De Vita (Castiglione Olona, 21 novembre 1909 – Domaso, 7 aprile 1990) è stato un fumettista italiano.

## Biografia
Esordisce nel 1934 disegnando Le prodezze di Tic e Tac per il settimanale Jumbo e poi e I pirati del fiume giallo per il Corriere dei piccoli.
Inizia nel 1938 una lunga collaborazione con la Mondadori per la quale realizza illustrazioni e disegni per le testate Topolino e altri periodici per ragazzi; in questo periodo realizza una trasposizione a fumetti di Saturnino Farandola su testi di Federico Pedrocchi e di Guido Mellini e pubblicata fino al 1940, oltre a numerose storie realistiche.
Per il Corriere dei piccoli pubblica nel 1942 la serie di Martin Muma.
Disegnato numerosi fumetti realistici come Capitan Tempesta pubblicato su L'Audace, Il Diamante Azzurro e La Primula Rossa del Risorgimento in Paperino.
Nel 1935 Mondadori acquisisce dalla Nerbini la testata Topolino. Durante il fascismo vennero imposte delle restrizioni alla pubblicazione di serie a fumetti di origine straniera; Topolino inizialmente venne risparmiato ma, dal n. 478 del 10 febbraio 1942, anche il settimanale è costretto a cedere alle restrizioni e le storie di Topolino vengono sostituite da quelle di Tuffolino, un ragazzetto dalle medesime caratteristiche fisiche, disegnato da De Vita. La testata però alla fine fu costretta a sospendere la pubblicazione con il n. 564 del 21 dicembre 1943, per poi riprendere a guerra conclusa il 15 dicembre 1945. 
Nel dopoguerra continua a disegnare storie realistiche come alcuni episodi di Pecos Bill e di Oklahoma!, per la serie degli Albi d'Oro della Mondadori. Esordisce come autore disneyano nel 1955 disegnando Paperino Don Chisciotte su testi di Guido Martina, realizzata con uno stile personale, distante da quello classico disneyano; a questa ne seguiranno molte altre, come quelle della serie Grandi Parodie Disney quali Paperin Meschino, Paperino e i tre Moschettieri e Paperodissea, fino al suo ritiro nel 1981.
Dei tre figli, Claudio Giuliano, Massimo e Fosca, il secondogenito Massimo ha intrapreso la stessa attività. 
Muore il 7 aprile 1990 a Domaso, all'età di 80 anni, suo abituale comune di villeggiatura sul Lago di Como, nel cui cimitero è stato sepolto.